# École normale supérieure de Bamako
Die École normale supérieure (ENSup, dt.: „Höhere Normalschule“) ist eine weiterführende Schule in Bamako, Mali. Sie befindet sich im Quartier du Fleuve.

## Geschichte
Die Schule wurde 1961 durch das Dekret № 121/PG-RM begründet und 1963 eröffnet. Die Aufgaben der ENSup sind die Erstausbildung von Lehrern, die hauptsächlich für den Unterricht der allgemeinen Sekundarstufe, an den Grundschulen und in den grundlegenden technischen und beruflichen Ausbildungen unterrichten. Die Ausbildung an der Schule ist in zwei Bereiche gegliedert:
- Der Sektor der Sekundarschullehrer (PES) in zehn (10) Fächern (Mathematik, Physik, Biologie und Chemie, Geschichte und Geographie, Philosophie-Psycho-Pädagogik, Englisch, Literatur (Französisch), Arabisch, Russisch, Deutsch).
- Der Bereich der Lehrerausbildung in den Fächern Literatur, Geschichte und Geographie, Englisch und Naturwissenschaften.

## Rechtsstatus
Im Dekret № 10–026 PG–RM vom 4. August 2010 heißt es zur Gründung der École Normale Supérieure de Bamako in Artikel 1: Gründung und Aufgaben: „Es wird eine öffentliche Einrichtung wissenschaftlichen und technologischen Charakters mit dem Namen École Normale Supérieure de Bamako, abgekürzt ENSup, gegründet.“

## Zielvorgaben
Im Dekret № 10–026 PG–RM vom 4. August 2010 werden die Aufgaben der Einrichtung festgelegt:
- Erstausbildung von Lehrern im allgemeinbildenden Sekundarbereich sowie im Normal- und Grundschulbereich (la formation initiale des professeurs de l’enseignement secondaire général et de l’enseignement normal et fondamental);
- Qualifizierende Ausbildung für Bildungsberater und Grundbildungs-Inspektoren (la formation qualifiante des conseillers pédagogiques et des inspecteurs de l’enseignement fondamental);
- Weiterbildung für Administratoren von Schulen (la formation continue des administrateurs scolaires);
- Postgraduale Ausbildung (la formation post-universitaire);
- Wissenschaftliche, technologische und pädagogische Forschung (la recherche scientifique, technologique et pédagogique);
- Vorbereitung auf Aggregationsprüfungen im Sekundarbereich (la préparation aux concours de l’agrégation de l’Enseignement Secondaire);
- Entwicklung von Wissen und Fähigkeiten (le développement des connaissances et des savoir-faire).

## Verwaltung
École Normale Supérieure von Bamako steht unter der Aufsicht des Ministeriums für Hochschulbildung und wissenschaftliche Forschung (MESRS). Dekret № 10–523 PG–RM von 21. September 2011 spezifiziert die Verwaltungs- und Leitungsorgane der Einrichtung:
- Vorstand (conseil d’administration)
- Generaldirektor (directeur général)
- Studienleiter (directeur des études)
- Forschungsdirektor (directeur de recherche)
- Generalsekretär (secrétaire général)
- Buchhaltungsagentur (agence comptable)
- Bibliotheksdienst (service de la bibliothèque)
- Bildungs- und Forschungsstrukturen (Département d’Enseignement et de Recherche – Lehr- und Forschungsabteilung, DER), Weiterbildungseinheit (Cellule de Formation Continue, CFC); Bildungs- und Wissenschaftsrat (Conseil pédagogique et scientifique).

Der derzeitige Direktor ist: Dr. Ibrahima Camara.
Die Schule ist Mitglied der Agence universitaire de la Francophonie.

## Personen
- Sekou Aba Diallo, Politiker und ehemaliger SG
- Siby Ginette Bellegarde, Politikerin, Professorin der Schule
- N’Diaye Fatoumata Coulibaly, Ministerin
- Ismaël Diadié Haïdara, poète et conservateur de bibliothèque
- Alpha Oumar Konaré, ehemaliger Präsident von Mali
- Moussa Konaté, Schriftsteller
- Bruno Maïga, Politiker
- Abdoulaye Sall, Politiker
- Dandara Touré, Politikerin
- Togola Marie Jacqueline Nana, Politikerin
- Abdoul Karim Camara
- Oumou Touré Traoré, Politikerin
- Fadjimata Sidibé, Politikerin[3]

### Professoren
- Salikou Sanogo
- Abdrahamane Baba Touré